# Хахазов, Шакир Хусаинович
Шакир Хусаинович Хахазов (род. 5 июля 1958, город Панфилов, Талды-Курганская область, Казахская ССР) — казахстанский политический деятель, депутат мажилиса парламента Казахстана VI созыва.

## Биография
Окончил Казахский государственный университет С. М. Кирова по специальности «Механик», Алматинский институт народного хозяйства по специальности «Планирование народного хозяйства», Казахская автомобильно-дорожная академия им. Л. Б. Гончарова по специальности «Транспортное строительство» и Гуманитарный университет транспорта и права имени Д. А. Кунаева по специальности «Мосты и тоннели».
Трудовую деятельность начал в 1980 году учителем математики в средней школе им. Луначарского города Панфилова Талды-Курганской области.
1980—1985 гг. — инструктор орготдела, заведующий отделом оборонной-массовой и спортивной работы, заведующий отделом комсомольских организаций аппарата Панфиловского РК ЛКСМ.
1985—1987 гг. — начальник РСУ «Казремстройбыт».
1987—1990 гг. — инструктор Панфиловского райкома КП Казахстана.
1990—1991 гг. — председатель партийной комиссии Панфиловского райкома Коммунистической партии Казахстана.
1991—1997 гг. — директор кирпичного завода треста «Панфиловколхозстрой».
1997—2002 гг. — заместитель директора строительной фирмы ТОО «ZAAIR».
2002—2004 гг. — директор строительной фирмы ТОО «Ай Би».
С февраля по ноябрь 2004 г. — заместитель директора по производству ТОО «АлматыГорРемСтрой-Контракт».
2004—2016 гг. — генеральный директор ТОО «ОСК-Стройсервис».
С 24 марта 2016 года — депутат мажилиса парламента Республики Казахстан VI созыва, избран Ассамблеей народа Казахстана.
Член Правления ОО «Ассоциация дунганских этнокультурных центров».

## Награды
- Награждён орденами «Достык» 2 степени и «Курмет» и медали.
- Медаль «МПА СНГ. 25 лет» (27 марта 2017 года, Межпарламентская ассамблея СНГ) — за заслуги в деле развития и укрепления парламентаризма, за вклад в развитие и совершенствование правовых основ функционирования Содружества Независимых Государств, укрепление международных связей и межпарламентского сотрудничества[2].